# Quiina tinifolia
Quiina tinifolia är en tvåhjärtbladig växtart som beskrevs av Jules Émile Planchon och Triana. Quiina tinifolia ingår i släktet Quiina och familjen Ochnaceae. Inga underarter finns listade i Catalogue of Life.